# Kamov Ka-22
Kamov Ka-22 Vintokryl (Vintokryl - vrtulové křídlo, rusky: Камов Ка-22 Bинтокрыл, v kódu NATO "Hoop") byl ruský těžký transportní konvertoplán/gyrodyn z přelomu 50. a 60. let 20. století postavený konstrukční kanceláří Kamov. Jde o první sovětský konvertoplán. Měl dva hlavní rotory na koncích nosného křídla a dvě tažné vrtule vepředu motorových gondol. První prototyp vzlétl 15. srpna 1959, do sériové výroby se letoun nedostal. Konvertoplán během své krátké operační doby stanovil celkem 8 světových rekordů ve své kategorii. V létě roku 1961 se Ka-22 představil veřejnosti na letecké přehlídce v Tušinu.

## Konstrukce
Konvertoplán Kamov Ka-22 je někdy nesprávně označovaný jako vrtulník. Jeho rozměry a přepravní kapacita jsou obdobné jako u letadla Antonov An-12. Pohon zajišťovaly turbohřídelové motory umístěné v koncových gondolách nosného křídla (na každém konci křídla dvojice motorů). Během vzletu, přistání a v režimu visení motory roztáčely dvojici protiběžných rotorů o průměru 22,5 m instalovaných nad nimi. Při horizontálním dopředném letu pak poháněly dvojici tažných vrtulí vepředu gondol, které měly průměr 5,7 m. Rotory v této fázi letu byly v režimu autorotace, čímž odlehčovaly nosnému křídlu. Ka-22 uskutečnil svůj první let v roce 1959, byl tak prvním sovětským konvertoplánem.

## Verze
Ka-22
Původní verze s motory Ivčenko TV-2VK, postaven 1 kus.
Ka-22M
Modifikovaná verze s motory D-25VK, postaveny 3 kusy.

## Specifikace (Ka-22M)

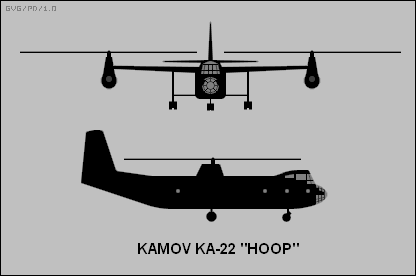

Data z:

### Technické údaje
- Posádka: 4
- Kapacita: 80–100 vojáků [1]
- Únosnost: 16 500 kg
- Průměr hlavních rotorů: 2× 22,50 m
  - Počet listů: 2× 4
- Průměr tažných vrtulí: 2× 5,7 m
  - Počet listů: 2× 4
- Délka: 27 m
- Výška: 10,7 m
- Rozpětí nosného křídla: 23 m
- Maximální vzletová hmotnost: 42 500 kg
- Pohonná jednotka: 2× turbohřídelový motor D-25VK, každý o výkonu 4 050 kW

### Výkony
- Maximální rychlost: 345 km/h
- Dynamický dostup: 5 500 m
- Dolet: 450 km